# Владимир Милосавац
Владимир Милосавац (1. децембар 1985) професионални је српски футсалер. Игра на позицији одбрамбеног играча.
Представљао је Србију на СП 2012. и ЕП 2018.